# Szabó Stein Imre
Szabó Stein Imre (Budapest, 1966. január 17. –) író, műfordító, újságíró, műsorvezető, kulturális menedzser és kommunikációs stratéga, producer, rendező.

## Életpályája
Szülei Szabó E. Iván Ybl Miklós-díjas építész és Makrai Márta. 1980–1984 között a Petőfi Sándor Gimnázium, 1985–1990 között a Budapesti Gazdasági Főiskola, 1986–1992 között pedig az ELTE BTK angol-összehasonlító irodalom szakos hallgatója volt. Nős, felesége Marjai Judit.

### Televíziós és menedzseri tevékenysége
1992 óta a Magyar Rádió angol szekciójában újságíró és könyvismertető. 1992–1993 között a Magyar Televízió Reggel című műsorában volt riporter és műsorvezető, majd 1993–1997 között a Stúdió című progresszív kulturális műsor szerkesztőjeként és műsorkészítőjeként dolgozott. 1998–1999 között a Publikum című műsor szerkesztő-műsorvezetője volt. Számos magyar és külföldi hírességgel – többek között Hofi Gézával, Samuel L. Jacksonnal, Quentin Tarantinóval, Bruce Willisszel és Joseph Hellerrel – készített riportokat. A Bob Geldof-interjúja után „a kultúrmédia fenegyerekeként” emlegették.
1999–2001 között az RTL Klub kommunikációs igazgatója és szóvivője volt, mely csatorna tevékenysége alatt vette át a vezetést a TV2-től. 2003–2004 között a Magyar Televízió főtanácsadója volt. 2005. második fele és 2006 eleje között az ATV – átalakulását (újrapozicionálás, dizájn) vezénylő – vezérigazgató-helyetteseként dolgozott. 2008-ban pályázott a Magyar Televízió elnöki posztjára – melyet számos sikertelen választás után Medveczky Balázs ügyvezető alelnök 2010-ben nyert el –, s pályázatának velejét 2009-ben nyilvánosságra is hozta. 2011–2012 között a Művészetek Palotája kommunikációs tanácsadója volt. Tevékenysége alatt újabb, szélesebb spektrumú média portfóliót alakított ki, szervezője, producere volt a MűPa televíziós és rádiós megjelenéseinek (MüpArt Classic), az ott készült felvételeknek.
2013-tól a Liszt Ferenc Zeneművészeti Egyetem Kommunikációs, Marketing és Médiatartalom-fejlesztési Igazgatóságának vezetője volt 2017 márciusáig. A Zeneakadémia új kommunikációs központot is létrehozott Szabó Stein Imre irányításával, amellyel a hagyomány és a progresszió elemeit ötvöző új arculati anyagot tervezett az akkor megújult intézmény számára. Több más díj mellett 2014-ben az intézménybeli csapatával megkapta a Red Dot Design Award kommunikációs dizájnverseny rangos „piros pont” elismerését is, a világ zenei intézményei közül elsőként. A kiadványok, a nyolcezer példányban megjelenő koncertmagazin főszerkesztője is volt. 2015 januárjában elkészült a Liszt Ferenc Zeneművészeti Egyetem első reklámspotja is, melyre a nemzetközi média is felfigyelt. 2017-ben a Bartók Világverseny és Fesztiválra készült szpot tavasszal elnyerte a Chicagói Nemzetközi Filmfesztiválon a Silver Hugo-díjat, ősszel pedig cannes-i Corporate Media & TV Awards elismerése mellett megkapta a Red Dot Awardot is.
Már a Zeneakadémián is – 2014-től – jelentős nemzetközi versenyek és fesztiválok fejlesztője, létrehozója, ahol 2017 tavaszát követően is végez külsősként kommunikációs feladatokat. Ettől kezdve főleg zenei témájú kommunikációs projekteken dolgozik. Ilyen a Kelemen Barnabás és Kokas Katalin által jegyzett Fesztivál Akadémia Budapest nemzetközi arculati újrapozícionálása 2019-től, illetve a Concerto Budapest stratégiai főnökeként a zenekar nemzetközi pozicionálása zenei, kommunikációs és filmes projekteken keresztül. Ez utóbbi együttműködés keretében rendező és producerként készített, egy a Mezzo TV megrendelésére 2020-ban bemutatott koncertfilmet. A Concerto Budapest & Kremerata Baltica, főszerepben Gidon Kremerrel (Kremerata Baltica) és Keller Andrással (Concerto Budapest), szeptemberben megnyerte a Nemzetközi Velencei Televíziós Filmfesztivál (Venice TV Award) Arany Trófea díját előadó-művészet kategóriában.

### Szerzői pályafutása
1993-tól a Törökfürdő Alapítvány egyik alapító tagja, mely azonos című folyóiratának 1995-től 2002-ig, – az internetes mediáció térhódítása miatti – megszűnéséig szerkesztője. Jelentek meg írásai és fordításai továbbá az Élet és Irodalom, a C.E.T. (Central European Time) társadalmi tudományos és irodalmi folyóirat, a Színház folyóirat, a Magyar Narancs, Magyar Napló és Magyar Hírlap hasábjain is. Publikált „Szabó” és „Sz. Stein Imre” neveken is.
2020-ban a – koronavírus-járvány miatt – rendhagyó ünnepi könyvhétre jelent meg, majd a Margó Irodalmi Fesztivál és Könyvvásáron mutatta be a Soha - Napló a pokol tornácáról című holokauszt kisregényét.
Tagja a Szépírók Társaságának, 2006 márciusától pedig a MÚOSZ-nak.

## Tévéműsorai, filmjei
- Reggel (1992-1993)
- Stúdió (1993-1997)
- Publikum (1998-1999)
- Született muzsikusok tízrészes „doku-reality” sorozat, ami a Concerto Budapest mindennapjait bemutatva népszerűsíti a klasszikus zenét (író, kreatív producer, 2018)[31]
- Concerto Budapest & Kremerata Baltica koncertfilm, Mezzo TV (producer, rendező, 2020)[20]
- Carpathian Rhapsody (magyar cím: Kárpát rapszódia) egész estés fekete-fehér koncertfilm, Mezzo TV (rendező, ügyvezető producer, Keller András művészeti koncepciója alapján, a Concerto Budapest, Snétberger Ferenc, Roby Lakatos, Homoky Gábor és az Old Sounds közreműködésével készült, 2021)[32]

## Irodalmi művei
- Számbátjon felé: a jeruzsálemi átjáró (novella, 1989)
- Pontos idő (elbeszélés, 2006)
- Főbűnösök (Hét szerző antológiája; rövid történetek, Ulpius-ház, Bp., 2006)
- Soha - Napló a pokol tornácáról (új optikájú holokauszt-kisregény, Libri Könyvkiadó Kft., 2020)[33]

### Fordításai
- William Shakespeare: A velencei kalmár[34] (bemutató: 1998, Budapesti Kamaraszínház - Tivoli; rendező: Alföldi Róbert)
- William Shakespeare: Macbeth (bemutatók: 2001, Budapesti Kamaraszínház - Tivoli; rendező: Alföldi Róbert / 2014,[35] Jadran Színpad; rendező: Hernyák György)

A két fordítás a Magvető kiadásában 2001-ben jelent meg könyv formájában.
- Thomas Kyd: Spanyol tragédia[36] (bemutató: 2006, Budapesti Kamaraszínház - Tivoli; rendező: Lukáts Andor)

Könyv formájában az Ulpius-ház Könyvkiadó gondozásában 2006-ban jelent meg.
- Christopher Marlowe: Doktor Faustus /Dr. Faustus/[37] (bemutató: 2010, Budapesti Kamaraszínház - Tivoli; rendező: Káel Csaba)

A Christopher Marlowe, William Shakespeare, Thomas Kyd művek „Benn a pokol” Erzsébet-kori tragédiák címmel, szintén az Ulpius-háznál jelentek meg egy kötetben 2010-ben.

## Elismerései
- A Győri Országos Novellapályázat különdíjasa (1989)
- Zoltán Foundation [USA, New York] írói ösztöndíj (1990-1991)
- ELTE-TDK írói ösztöndíj (1992)

Díjak a Zeneakadémia arculatfejlesztésének kreatív munkáiért:
- 1. Mediadesign verseny[m 1] - „szórólapok/prospektusok" második helyezett, a Liszt Ferenc Zeneművészeti Egyetem egyestés előadás ismertető füzetekkel és - „havonta vagy ritkábban megjelenő lapok" harmadik helyezett, a 2013-as koncertmagazinjáért (Cuba Gergellyel, 2013)[42][43]
- 15. Arany Penge Kreatív Fesztivál - Bronz Penge-díj, a Zeneakadémia kreatív koncertismertetőiért (2014)[12]
- 59. Red Dot Design Award - arculat kategória „piros pont”, a Liszt Ferenc Zeneművészeti Egyetem kommunikációs dizájnjáért (2014)[10][11][12][14]
- 1. Kreatív Craft Award[m 2] - legjobb grafika díj 1. helyezett a Zeneakadémia Egyestés műsorfüzeteiért (Kovács Lehellel, 2014)[45][46]
- 51. Chicagói Nemzetközi Filmfesztivál(wd) televíziós verseny „televíziós reklámok–intézményi arculat" kategória legjobbjaként Ezüst Hugo-díj a Zeneakadémia Lisztérium "Ahol él a zene" című imázsklipjéért (Géczy Dáviddal, 2015)[47][48]
- 60. Red Dot Design Award - "film és animáció" kategória "vállalati és imázsfilm" alkategóriája „piros pont” a Zeneakadémia Lisztérium "Ahol él a zene" című imázsklipjéért (2015)[49][50]
- Hipnózis kreatív reklámverseny - outdoor (közterületi) kategória arany díj a Zeneakadémia – a zene, 140 éve kampányért (2016)[51]
- Arany Penge 2016[52][53]

Craft - legjobb dizájn kivitelezés kategória Bronz Penge (2016)
Hagyományos outdoor plakát kategória Bronz Penge (2016)
Craft - legjobb outdoor kivitelezés kategória Bronz Penge (2016)
- 53. Chicagói Nemzetközi Filmfesztivál Ezüst Hugo-díj a Bartók Világverseny és Fesztivál "A zene határtalanul" című imázsfilmjéért (Géczy Dáviddal, 2017)[54]
- 62. Red Dot dizájnverseny "film és animáció" kategória „piros pont” díj az A zene határtalanul, a Bartók Világverseny és Fesztivál imázs szpotért (2017)[17][55]
- 8. Cannes Corporate Media & TV Awards Ezüst Delfin-díj az A zene határtalanul, a Bartók Világverseny és Fesztivál imázs szpotért (2017)[17][56]
- IndieFest Film Award(wd) (Amerikai Egyesült Államok) Awards of Merit díj a Született muzsikusokért (2018)[57][58]
- Los Angeles Film Awards, szeptember legjobb TV-sorozata a Született muzsikusok (2018)[57][59]
- Nemzetközi Digitális Művészeti és Tudományos Akadémia (IADAS) Lovie Award bronz - rövid formátumú reklámfilm kategória a Fesztivál Akadémia Budapest imázsfilmjéért (2019)[60][61]
- Nemzetközi Velencei Televíziós Filmfesztivál(wd) Arany Trófea díj a Concerto Budapest & Kremerata Baltica Mezzo TV-s koncertfilmért (2020)[22]
- Lovie Award bronz és közönségdíj - esemény és élő közvetítés filmek kategória, a Concerto Budapest & Kremerata Baltica Mezzo TV-nek készített koncertfilmjéért (2020)[62][63][64]
- New York Festivals TV & Film Awards, Silver Award - az egyedi szórakoztató műsorok között az előadóművészeti műsorok (F06) kategóriában, a Mezzo TV-nek készített Carpathian Rhapsody című koncertfilmjéért (2022)[32][65]